# Meredith Blackwell
Meredith May Blackwell (nacida en 1940) es una micóloga estadounidense, conocida como una de las principales expertas mundiales en hongos asociados con artrópodos.

## Educación y carrera
Meredith Blackwell se graduó en 1961 con B.S. en biología de la Universidad de Southwestern Louisiana, Lafayette y en 1963 con M.S. en biología de la Universidad de Alabama en Tuscaloosa. Se graduó en 1973 con Ph.D. en botánica de la Universidad de Texas en Austin con la tesis "Un estudio taxonómico y de desarrollo de Protophysarum phloiogenum" bajo la supervisión de C. J. Alexopoulos.
En la Universidad de Florida, Blackwell fue microscopista electrónica de 1972 a 1974 y asistente en botánica de 1974 a 1975. Fue profesora asistente en Hope College de 1975 a 1981. En la Universidad Estatal de Luisiana, fue profesora asociada de botánica de 1981 a 1985, profesora titular de botánica de 1998 a 1997, y profesora Boyd en el Departamento de Ciencias Biológicas de 1997 a 2014, Cuando se retiró como Boyd Profesora Emérita. Desde 2014 es profesora adjunta en la Universidad de Carolina del Sur en Columbia.
Fue presidenta de la Mycological Society of America de 1992 a 1993 y presidenta de la Asociación Internacional de Micología de 1998 a 2002. Fue editora de Molecular Phylogenetics and Evolution (1992–1999), Mycologia (1995–1997), Journal of African Mycology and Biotechnology (1998–2006) y Systematics and Geography of Plants (1999–2006).
Blackwell es coeditora de cuatro libros y autora o coautora de numerosos artículos científicos sobre temas tales como hongos asociados con termitas, hongos asociados con tijeretas, infecciones fúngicas de árboles, filogenia molecular de hongos, levaduras asociadas con escarabajos y evolución fúngica y taxonomía.

## Premios y honores
- 1983 — Premio Alexopoulos de la Sociedad Micológica de América
- 1996 — Miembro del Centenario de la Sociedad Micológica Británica
- 1998 — Miembro de la Asociación Estadounidense para el Avance de la Ciencia
- 2007 — Miembro de la Sociedad Micológica de América
- 2012 — Miembro de la Academia Estadounidense de las Artes y las Ciencias
- 2014 — Miembro de la Asociación Micológica Internacional
- 2014 — Medalla De Bary por logros en la vida de la Asociación Internacional de Micología
- 2018 — Festschrift en honor a Meredith Blackwell publicado en Mycologia[4]

## Epónimos

### Géneros
- Blackwellomyces
- Meredithblackwellia Toome & Aime (tipo de hongos) - Mycologia Vol.105 (Número 2) en la página 490 en 2013.
- Meredithiella McNew, C.Mayers & T.C.Harr. (tipo de hongos) - Fungal Biology Vol.119 (Número 11) en la página 1086 en 2015.[5]

### Especies
- Cadophora meredithiae
- Cordyceps blackwelliae
- Diphymyces blackwelliae
- Ganoderma meredithiae
- Kodamaea meredithiae
- Prolixandromyces blackwelliae
- Septobasidium meredithiae

La abreviatura estándar del autor M.Blackw. se utiliza para indicar a esta persona como la autora cuando se cita un nombre botánico.